# SN 2007tk
SN 2007tk – supernowa typu Ia odkryta 8 października 2007 roku w galaktyce A023024-0817. Jej jasność pozostaje nieznana.